# Referéndum constitucional de Chad de 2023
El Referéndum Constitucional de Chad se celebró el 17 de diciembre de 2023.   El referéndum se centrará en una nueva constitución formulada tras la muerte del presidente Idriss Déby en 2021 y que reemplazara a la actual constitución vigente del 2018. 
El proyecto de Constitución consiste esencialmente en un retorno a la Constitución de 1996 con una transición de un sistema presidencial a un sistema semipresidencial y un fortalecimiento de los derechos fundamentales. Sin embargo, al mantener la naturaleza unitaria del Estado, provocó una fuerte oposición de una parte de la población que quería el establecimiento de un Estado federal, ya que los militares habían prometido inicialmente que ambos proyectos se someterían a votación antes de incumplir esta promesa. 
El 26 de diciembre de 2023, según los resultados provisionales del referéndum constitucional, el “sí” ganó por un 86%, frente al 14% del “no”, según la Comisión Nacional responsable de la organización del referéndum constitucional (Conorec).

## Campaña
El voto "sí" fue respaldado por el Consejo Nacional de Transición liderado por militares y encabezado por el general Mahamat Deby, el ex gobernante Movimiento de Salvación Patriótica (MPS) y la principal oposición UNDR del primer ministro Saleh Kebzabo .  Partes más pequeñas de la oposición y de los grupos rebeldes apoyaron el "no" o dijeron que boicotearían el referéndum constitucional. 

## Resultados
Los resultados oficiales fueron publicados por la Corte Suprema el 28 de diciembre.
| Elección                  | Votos     | %      |
| ------------------------- | --------- | ------ |
| A favor                   | 4,220,365 | 85.90  |
| En contra                 | 692,804   | 14.10  |
| Votos validos             | 4,913,169 | 94.87  |
| Votos blancos o invalidos | 265,445   | 5.13   |
| Total                     | 5,178,614 | 100.00 |
| Abstención                | 3,059,154 | 37.14  |
| Registrados/Participación | 8,237,768 | 62.86  |